# Sexta (música)
En música, una sexta és l'interval que conté sis graus o notes de l'escala diatònica. Pot ser Major, menor, augmentada o disminuïda segons el nombre de tons i semitons que hi hagi entre la primera i l'última nota de l'interval.